# Vajanského vodopád
Vajanského vodopád est une chute d'eau du massif des Hautes Tatras en Slovaquie. La chute est située à 1 620 m d'altitude sur 30 m de dénivelé. Elle est alimentée par le ruisseau Kôprovský potok un sous-affluent du Váh.